# Tamariskspecht
De tamariskspecht (Dendrocopos assimilis) is een vogel uit de familie Picidae (Spechten).

## Verspreiding en leefgebied
Deze soort komt voor in zuidoostelijk Iran en Pakistan.